# Chlorophorus faldermanni
Chlorophorus faldermanni är en skalbaggsart som först beskrevs av Franz Faldermann 1837.  Chlorophorus faldermanni ingår i släktet Chlorophorus och familjen långhorningar.
Artens utbredningsområde är:
- Afghanistan.
- Iran.

Inga underarter finns listade i Catalogue of Life.